# Mosevej Sportsplads
Mosevej Sportsplads er et fodboldstadion i Kolding, Danmark og er hjemmebane for Kolding Q. Der er plads til i alt 1.500 på stadionet.